# Павел Марін
Павел Марін (ест. Pavel Marin, нар. 14 червня 1995, Кейла) — естонський футболіст, півзахисник клубу «Нимме Калью» та національної збірної Естонії.

## Клубна кар'єра
Народився 14 червня 1995 року в місті Кейла. Розпочав займатись футболом у рідному місті, а на початку 2007 року переїхав до Таллінна, де продовжив навчатись в академії місцевого «Реала».
У дорослому футболі дебютував 2011 року виступами за команду «Пуума» (Таллінн), в якій провів два з половиною сезони, взявши участь у 72 матчах другого дивізіону чемпіонату Естонії. Більшість часу, проведеного у складі У складі, був основним гравцем команди.
Своєю грою за цю команду привернув увагу представників тренерського штабу вищолігового клубу «Левадія», куди і перейшов влітку 2013 року. Спочатку став грати за резервну команду, а дебютний матч за основний склад «Левадії» зіграв 25 лютого 2014 року в Суперкубку Естонії проти «Флори» (0:1), замінивши на 91-й хвилині Марека Калюмяе. У вищому дивізіоні дебютував і забив перший гол 15 березня 2014 року у грі з «Калевом» (8:0) і за підсумками першого ж сезону став з командою чемпіоном Естонії і виграв національний кубок. Зголом продовжив бути основним гравцем команди і 2015 року став володарем Суперкубка Естонії, а 2018 року виграв національний Кубок і Суперкубок. 2018 року також недовго на правах оренди грав за друголіговий фінський клуб КПВ.
У сезоні 2020 року Марін був гравцем клубу «Тулевик», після чого приєднався до «Нимме Калью». Станом на 30 квітня 2025 року відіграв за талліннський клуб 112 матчів в національному чемпіонаті.

## Виступи за збірні
2011 року дебютував у складі юнацької збірної Естонії (U-17), загалом на юнацькому рівні взяв участь у 13 іграх, відзначившись одним забитим голом.
Протягом 2014—2016 років залучався до складу молодіжної збірної Естонії. На молодіжному рівні зіграв у 26 офіційних матчах.
29 травня 2016 року дебютував в офіційних іграх у складі національної збірної Естонії в матчі Балтійського кубка проти Литви.

## Титули і досягнення
- Чемпіон Естонії (1):

«Левадія»: 2014
- Володар Кубка Естонії (3):

«Левадія»: 2013/14, 2017/18
«Нимме Калью»: 2024/25
- Володар Суперкубка Естонії (2):

«Левадія»: 2015, 2018